# جوني سكوت (لاعب كرة قدم كندية)
جوني سكوت (بالإنجليزية: Johnny Scott)‏ هو لاعب كرة قدم كندية أمريكي، ولد في 15 يوليو 1969.